# Tchad aux Jeux olympiques d'été de 2000
Le Tchad participe aux Jeux olympiques d'été de 2000 à Sydney. Sa délégation est composée de 2 sportifs issus de l'athlétisme et son porte-drapeau est Kaltouma Nadjina. Au terme des Olympiades, la nation n'est pas à proprement classée puisqu'elle ne remporte aucune médaille. 

## Nombre d'athlètes qualifiés par sport
Voici la liste des qualifiés et sélectionnés Tchadien par sport (remplaçants compris) :
| Sport      | Hommes | Femmes | Total |
| ---------- | ------ | ------ | ----- |
| Athlétisme | 1      | 1      | 2     |

## Liste des médaillés tchadiens
Aucun athlète tchadien ne remporte de médaille durant ces JO.

## Engagés tchadiens par sport

### Athlétisme

#### Hommes
| Athlète        | Épreuve    | Séries  | Séries | Quarts de Finale | Quarts de Finale | Demi-finales | Demi-finales | Finale  | Finale  |
| Athlète        | Épreuve    | Temps   | Rang   | Temps            | Rang             | Temps        | Rang         | Temps   | Rang    |
| -------------- | ---------- | ------- | ------ | ---------------- | ---------------- | ------------ | ------------ | ------- | ------- |
| Moumi Sébergué | 100 mètres | 11 s 00 | 7e     | Éliminé          | Éliminé          | Éliminé      | Éliminé      | Éliminé | Éliminé |

#### Femmes
| Athlète          | Épreuve    | Séries  | Séries | Quarts de Finale | Quarts de Finale | Demi-finales | Demi-finales | Finale   | Finale   |
| Athlète          | Épreuve    | Temps   | Rang   | Temps            | Rang             | Temps        | Rang         | Temps    | Rang     |
| ---------------- | ---------- | ------- | ------ | ---------------- | ---------------- | ------------ | ------------ | -------- | -------- |
| Kaltouma Nadjina | 200 mètres | 23 s 81 | 7e     | Éliminée         | Éliminée         | Éliminée     | Éliminée     | Éliminée | Éliminée |
| Kaltouma Nadjina | 400 mètres | 52 s 54 | 4e q   | 52 s 60          | 7e               | Éliminée     | Éliminée     | Éliminée | Éliminée |